# 谷貝村
谷貝村（やがいむら）は茨城県真壁郡にかつて存在した村である。

## 地理
- 現在の桜川市の西部、旧真壁町の北西部に位置する。
- 村域は台地と平地が入り組む谷戸が多い地形になっている。

## 歴史
村名はかつて存在した谷貝郷に由来する。

### 村域の変遷
- 1889年（明治22年）4月1日 - 町村制施行により、細柴村・東矢貝村・上谷貝村・下谷貝村・大塚新田が合併し真壁郡谷貝村が発足。
- 1954年（昭和29年）12月1日 - 真壁町・樺穂村・紫尾村と合併し、新たな真壁町が発足。同日谷貝村廃止。

変遷表
| 1868年 以前 | 1868年 以前 | 明治22年 4月1日 | 昭和29年 12月1日 | 平成17年 10月1日 | 現在   |
| ----------- | ----------- | --------------- | ---------------- | ---------------- | ------ |
|             | 細柴村      | 谷貝村          | 真壁町           | 桜川市           | 桜川市 |
|             | 東矢貝村    | 谷貝村          | 真壁町           | 桜川市           | 桜川市 |
|             | 上谷貝村    | 谷貝村          | 真壁町           | 桜川市           | 桜川市 |
|             | 下谷貝村    | 谷貝村          | 真壁町           | 桜川市           | 桜川市 |
|             | 大塚新田    | 谷貝村          | 真壁町           | 桜川市           | 桜川市 |

## 人口・世帯

### 人口
総数 [単位： 人]
| 1891年（明治24年） | 1,827 |
| 1920年（大正 9年） | 2,216 |
| 1935年（昭和10年） | 2,457 |
| 1950年（昭和25年） | 3,085 |

### 世帯
総数 [単位： 世帯]
| 1920年（大正 9年） | 419 |
| 1935年（昭和10年） | 417 |
| 1950年（昭和25年） | 506 |